# ザ・ムーブメント
ザ・ムーブメント（英: The Movement）はブリュッセルに本拠地を置く右翼ポピュリスト組織である。EU政府やヨーロッパにおけるEUの政治構造に反対するヨーロッパの右翼ポピュリストのグループや経済ナショナリストのグループを奨励するためにアメリカのスティーブン・バノンが設立した。この組織は2019年のヨーロッパ議会選挙までに10人のフルタイムのスタッフをブリュッセルで雇用すると予想されていた。2017年1月、ベルギー人民党党首のミシャエル・モドリカメン（Mischaël Modrikamen）はこの組織に公式に登録した。
2019年6月18日にベルギー人民党が解散したので、ザ・ムーブメントの参加は取り消された。